# Brandy Luis Felipe
El brandy Luis Felipe es un brandy producido en las Bodegas Rubio de la localidad onubense de La Palma del Condado, en el corazón de esta comarca, el Condado de Huelva, famosa por la calidad de sus caldos y su antigua tradición vitivinícola.
La Bodega Rubio compró en 1965 las soleras del Brandy Luis Felipe a la bodega de los hijos de Carlos Morales, de la misma localidad, que cerró por falta de descendencia.
Salió al mercado entre 1989 y 1990 y desde entonces las ventas han evolucionado muy favorablemente, debido a las críticas favorables a la calidad del producto.[cita requerida]
Parte de la producción se destina a la exportación a países de todo el mundo como Portugal, Alemania, Suiza e incluso Japón.

## Producción anual
- Brandy Gran Reserva Luis Felipe, de 60 años: 10 000 botellas.
- Brandy Gran Reserva Rey Luis Felipe, de 75 años: 300 botellas.
- Brandy Gran Reserva Cien Años: 60 botellas.